# 李炳祥
李炳祥（1905年8月1日—1959年6月12日），又名李永孝、霍斯特·李，祖籍广东省香山县南朗岐山乡（今属中山市南朗镇李屋边村），生于菲律宾马尼拉市的华侨家庭，中国与菲律宾政治人物。

## 生平
李炳祥父亲李雄壁是轮船锅炉修理技师，洪门致公堂成员。李炳祥17岁时，父母送他和弟弟回中国读书。他先入读上海复旦中学，后转入青年会中学。之后参加上海大学夏令讲习所。1924年秋，他参加社会主义青年团，同年冬，加入中国共产党。因能说一口流利的英语和国语，不久受陈独秀委派到张家口冯玉祥部队担任翻译。中途停留北京，暂时在苏联驻华大使馆工作。
1926年春，中共中央安排李炳祥在国民革命军第一军当翻译，随同国民革命军第四军顾问团一起北伐。北伐后受中央委派到汉口，他担任苏联顾问鲍罗廷的英语翻译。1927年7月15日，汪精卫在武汉进行七一五事变，中共中央决定让李炳祥随鲍罗廷由蒙古撤回苏联，留在莫斯科学习。后因其妻子王亚璋己怀孕，不能经受长途跋涉，经周恩来同意，返回菲律宾从事革命活动。
李炳祥会讲当地他加禄语和英语，后学会了西班牙语。1932年一·二八事变后，他在马尼拉创办英文日报，宣传抗日。抗日战争爆发后，他和菲共吕宋局委员许立（许敬诚）等，发动华侨支援中国抗日救亡运动。他身为旅菲华侨劳工团体联合会顾问，动员华侨和国际友人支持抗日进步力量，发动华侨募捐支援八路军和新四军，并组织一批华侨青年回国参加新四军。他还创办《建国周报》，推动旅菲华侨中的高级知识分子成立中国之友社，经常组织举办《中国问题》讨论会，编印以英语为主的宣传手册，并组织考察团到中国武汉、徐州等地考察中国的抗日情况。

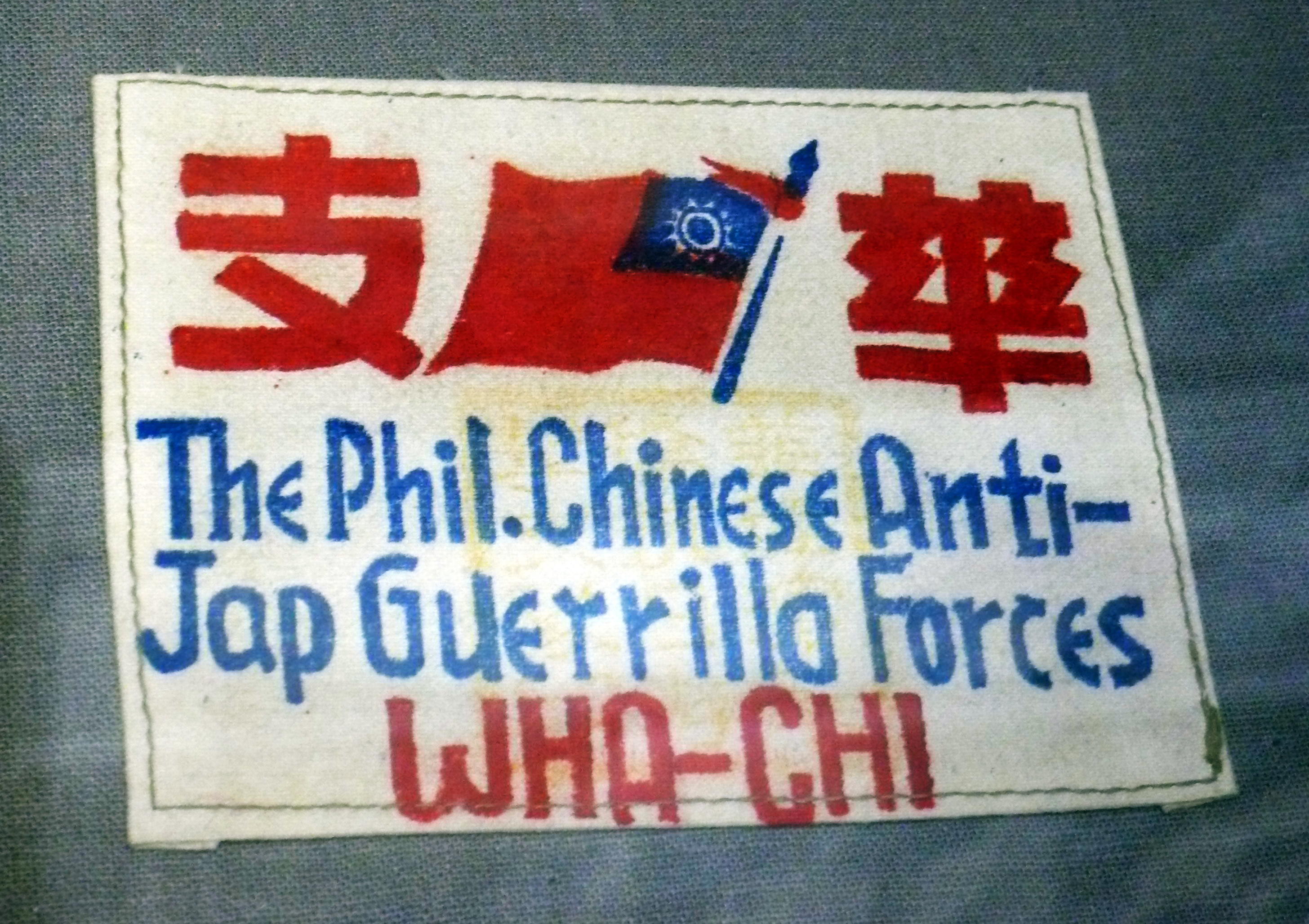
菲律宾华侨抗日游击支队（华支）的臂章

1942年1月2日，日军占领马尼拉，李炳祥作为华侨民主运动的代表人物，积极发动由马尼拉撤至中吕宋的华侨青年，成立菲律宾华侨抗日游击队。中国侨民组成独立的抗日队伍，在异邦山河与当地人民一道开展抗日游击战。1942年5月19日菲律宾华侨抗日游击支队（华支）建立，被编为菲律宾游击队第48支队，与日军进行大小战斗260多次，歼敌2020人，战绩辉煌。李炳祥担任菲共吕宋局翻译，兼任华支与菲律宾人民抗日军总部的联络员。1943年3月，日军为对付菲律宾人民抗日军的雨季攻势，向中吕宋开展全面清剿，调动5000兵力和5000伪保安队；同时飞机轰炸相配合，对以阿拉悦山树林为中心的抗日军进行围剿，他因此被捕受到严刑拷打，之后因日军撤退而逃脱。
1945年1月，美军在菲律宾重新登陆。2月4日，菲律宾华侨抗日游击支队和菲律宾抗日游击队进入马尼拉城，李炳祥负责对美军、菲律宾政府和华侨各界进行联络工作。之后，华支派六个大队配合美军十一空运师，开赴南吕宋共同向山地搜索残余日军。菲律宾光复初期，华支向美城防司令提供日军的数量和驻地、军火库等准确情报。当肃清南、 北吕宋残敌后，美军要求配合作战的游击队在离开前把武器交还，唯独华支被允许全部人员携带武器，开到墨菲兵营集中。
1946年底，李炳祥从菲律宾转移到香港，在中共华南分局领导下继续从事海外华侨工作，后从香港转往解放区，在北京协助筹备亚澳工会代表大会和亚澳妇女代表大会。1950年后他在中央机关工作，1957年秋，因风湿性心脏病发作而瘫痪；1959年6月12日，李炳祥在北京因病逝世，年仅54岁。

## 家庭
妻子王亚璋共生育两女：李丽君和李丽琼。

## 荣誉
为表彰他在菲律宾抗击日军战斗中作出的贡献，1988年夏，菲律宾退伍军人总会追授他奖状和奖章。